# Llista d'espècies de saltícids (H)
Llista de les espècies de saltícids per ordre alfabètic, que comencen per la lletra H, descrites fins al 23 de maig del 2006.
- Per a les llistes d'espècies amb les altres lletres de l'alfabet, aneu a l'article principal: Llista d'espècies de saltícids.
- Per a la llista de tots els gèneres vegeu l'article Llista de gèneres de saltícids.

## Habrocestoides
Habrocestoides Prószynski, 1992
- Habrocestoides bengalensis Prószynski, 1992 (Índia)
- Habrocestoides darjeelingus Logunov, 1999 (Índia)
- Habrocestoides indicus Prószynski, 1992 (Índia)
- Habrocestoides micans Logunov, 1999 (Índia)
- Habrocestoides nitidus Logunov, 1999 (Índia)
- Habrocestoides phulchokiensis Logunov, 1999 (Nepal)

## Habrocestum
Habrocestum Simon, 1876
- Habrocestum albimanum Simon, 1901 (Sud-àfrica)
- Habrocestum albopunctatum Wesolowska i van Harten, 2002 (Socotra)
- Habrocestum algericum Dalmas, 1920 (Algèria)
- Habrocestum annae Peckham i Peckham, 1903 (Sud-àfrica)
- Habrocestum arabicum Prószynski, 1989 (Aràbia Saudí)
- Habrocestum bitaeniatum Keyserling, 1882 (Queensland)
- Habrocestum bovei (Lucas, 1846) (Marroc, Algèria)
- Habrocestum dubium Wesolowska i van Harten, 2002 (Socotra)
- Habrocestum dyali Roewer, 1955 (Pakistan)
- Habrocestum egaeum Metzner, 1999 (Grècia, Creta)
- Habrocestum ferrugineum Wesolowska i van Harten, 2002 (Socotra)
- Habrocestum flavimanum Simon, 1901 (Sud-àfrica)
- Habrocestum formosum Wesolowska, 2000 (Zimbabwe)
- Habrocestum graecum Dalmas, 1920 (Grècia)
- Habrocestum hongkongiense Prószynski, 1992 (Hong Kong)
- Habrocestum ibericum Dalmas, 1920 (Espanya)
- Habrocestum inquinatum Wesolowska i van Harten, 2002 (Socotra)
- Habrocestum latifasciatum (Simon, 1868) (Eastern Mediterrani)
- Habrocestum laurae Peckham i Peckham, 1903 (Sud-àfrica)
- Habrocestum lepidum Dalmas, 1920 (Algèria)
- Habrocestum luculentum Peckham i Peckham, 1903 (Sud-àfrica)
- Habrocestum nigristernum Dalmas, 1920 (Turquia)
- Habrocestum ornaticeps (Simon, 1868) (Marroc)
- Habrocestum panjabium Roewer, 1951 (Pakistan)
- Habrocestum papilionaceum (L. Koch, 1867) (Grècia)
- Habrocestum peckhami Rainbow, 1899 (Illes Salomó)
- Habrocestum penicillatum Caporiacco, 1940 (Etiòpia)
- Habrocestum pullatum Simon, 1876 (França)
- Habrocestum punctiventre Keyserling, 1882 (Austràlia Occidental)
- Habrocestum rubroclypeatum Lessert, 1927 (Congo)
- Habrocestum sapiens (Peckham i Peckham, 1903) (Sud-àfrica)
- Habrocestum schinzi Simon, 1887 (Sud-àfrica)
- Habrocestum shulovi Prószynski, 2000 (Israel)
- Habrocestum simoni Dalmas, 1920 (Algèria)
- Habrocestum socotrense Wesolowska i van Harten, 2002 (Socotra)
- Habrocestum speciosum Wesolowska i van Harten, 1994 (Socotra)
- Habrocestum subdotatum Caporiacco, 1940 (Etiòpia, Àfrica oriental)
- Habrocestum subpenicillatum Caporiacco, 1941 (Etiòpia)
- Habrocestum superbum Wesolowska, 2000 (Zimbabwe)
- Habrocestum tanzanicum Wesolowska i Russell-Smith, 2000 (Tanzània)
- Habrocestum verattii Caporiacco, 1936 (Líbia)

## Habronattus
Habronattus F. O. P.-Cambridge, 1901
- Habronattus abditus Griswold, 1987 (Mèxic)
- Habronattus agilis (Banks, 1893) (EUA)
- Habronattus alachua Griswold, 1987 (EUA)
- Habronattus altanus (Gertsch, 1934) (North America)
- Habronattus americanus (Keyserling, 1884) (EUA, Canadà)
- Habronattus amicus (Peckham i Peckham, 1909) (EUA)
- Habronattus ammophilus (Chamberlin, 1924) (Mèxic)
- Habronattus anepsius (Chamberlin, 1924) (EUA, Mèxic)
- Habronattus aztecanus (Banks, 1898) (Mèxic)
- Habronattus ballatoris Griswold, 1987 (EUA)
- Habronattus banksi (Peckham i Peckham, 1901) (Mèxic fins a Panamà, Jamaica)
- Habronattus borealis (Banks, 1895) (EUA, Canadà)
- Habronattus brunneus (Peckham i Peckham, 1901) (EUA, Índies Occidentals)
- Habronattus bulbipes (Chamberlin i Ivie, 1941) (EUA)
- Habronattus calcaratus (Banks, 1904) (EUA)
  - Habronattus calcaratus agricola Griswold, 1987 (EUA)
  - Habronattus calcaratus maddisoni Griswold, 1987 (EUA, Canadà)
- Habronattus californicus (Banks, 1904) (EUA)
- Habronattus cambridgei Bryant, 1948 (Mèxic fins a Guatemala)
- Habronattus captiosus (Gertsch, 1934) (EUA, Canadà)
- Habronattus carolinensis (Peckham i Peckham, 1901) (EUA)
- Habronattus carpus Griswold, 1987 (Mèxic)
- Habronattus ciboneyanus Griswold, 1987 (Cuba, Jamaica)
- Habronattus clypeatus (Banks, 1895) (EUA, Mèxic)
- Habronattus cockerelli (Banks, 1901) (EUA)
- Habronattus coecatus (Hentz, 1846) (EUA, Mèxic, Bermuda)
- Habronattus cognatus (Peckham i Peckham, 1901) (North America)
- Habronattus conjunctus (Banks, 1898) (EUA, Mèxic)
- Habronattus contingens (Chamberlin, 1925) (Mèxic)
- Habronattus cuspidatus Griswold, 1987 (EUA, Canadà)
- Habronattus decorus (Blackwall, 1846) (EUA, Canadà)
- Habronattus delectus (Peckham i Peckham, 1909) (EUA)
- Habronattus divaricatus (Banks, 1898) (Mèxic)
- Habronattus dorotheae (Gertsch i Mulaik, 1936) (EUA, Mèxic)
- Habronattus dossenus Griswold, 1987 (Mèxic)
- Habronattus elegans (Peckham i Peckham, 1901) (EUA, Mèxic)
- Habronattus encantadas Griswold, 1987 (Illes Galàpagos)
- Habronattus ensenadae (Petrunkevitch, 1930) (Puerto Rico)
- Habronattus facetus (Petrunkevitch, 1930) (Puerto Rico)
- Habronattus fallax (Peckham i Peckham, 1909) (EUA, Mèxic)
- Habronattus festus (Peckham i Peckham, 1901) (EUA)
- Habronattus formosus (Banks, 1906) (EUA)
- Habronattus forticulus (Gertsch i Mulaik, 1936) (EUA, Mèxic)
- Habronattus georgiensis Chamberlin i Ivie, 1944 (EUA)
- Habronattus geronimoi Griswold, 1987 (EUA, Mèxic, Nicaragua)
- Habronattus gigas Griswold, 1987 (Mèxic)
- Habronattus hallani (Richman, 1973) (EUA, Mèxic)
- Habronattus hirsutus (Peckham i Peckham, 1888) (North America)
- Habronattus huastecanus Griswold, 1987 (Mèxic)
- Habronattus icenoglei (Griswold, 1979) (EUA, Mèxic)
- Habronattus iviei Griswold, 1987 (Mèxic)
- Habronattus jucundus (Peckham i Peckham, 1909) (EUA, Canadà)
- Habronattus kawini (Griswold, 1979) (EUA, Mèxic)
- Habronattus klauseri (Peckham i Peckham, 1901) (EUA, Mèxic)
- Habronattus kubai (Griswold, 1979) (EUA)
- Habronattus leuceres (Chamberlin, 1925) (EUA)
- Habronattus mataxus Griswold, 1987 (EUA, Mèxic)
- Habronattus mexicanus (Peckham i Peckham, 1896) (EUA fins a Panamà, Caribbean)
- Habronattus moratus (Gertsch i Mulaik, 1936) (EUA, Mèxic)
- Habronattus mustaciatus (Chamberlin i Ivie, 1941) (EUA)
- Habronattus nahuatlanus Griswold, 1987 (Mèxic)
- Habronattus nemoralis (Peckham i Peckham, 1901) (EUA)
- Habronattus neomexicanus (Chamberlin, 1925) (EUA)
- Habronattus nesiotus Griswold, 1987 (Bermuda)
- Habronattus notialis Griswold, 1987 (EUA)
- Habronattus ocala Griswold, 1987 (EUA)
- Habronattus ophrys Griswold, 1987 (EUA)
- Habronattus orbus Griswold, 1987 (EUA)
- Habronattus oregonensis (Peckham i Peckham, 1888) (EUA, Canadà)
- Habronattus paratus (Peckham i Peckham, 1896) (Amèrica Central)
- Habronattus peckhami (Banks, 1921) (EUA)
- Habronattus pochtecanus Griswold, 1987 (Mèxic)
- Habronattus pretiosus Bryant, 1947 (Puerto Rico, Illes Virgin)
- Habronattus pugillus Griswold, 1987 (Mèxic)
- Habronattus pyrrithrix (Chamberlin, 1924) (EUA, Mèxic)
- Habronattus renidens Griswold, 1987 (Mèxic)
- Habronattus rufescens (Berland, 1934) (Illes Marqueses)
- Habronattus sabulosus (Peckham i Peckham, 1901) (EUA)
- Habronattus sansoni (Emerton, 1915) (EUA, Canadà)
- Habronattus schlingeri (Griswold, 1979) (EUA, Mèxic)
- Habronattus signatus (Banks, 1900) (EUA, Mèxic)
- Habronattus simplex (Peckham i Peckham, 1901) (Mèxic)
- Habronattus sugillatus Griswold, 1987 (EUA, Mèxic)
- Habronattus superciliosus (Peckham i Peckham, 1901) (EUA)
- Habronattus tarascanus Griswold, 1987 (Mèxic)
- Habronattus tarsalis (Banks, 1904) (EUA, Hawaii)
- Habronattus texanus (Chamberlin, 1924) (EUA, Mèxic)
- Habronattus tlaxcalanus Griswold, 1987 (Mèxic)
- Habronattus tranquillus (Peckham i Peckham, 1901) (EUA, Mèxic)
- Habronattus trimaculatus Bryant, 1945 (EUA)
- Habronattus tuberculatus (Gertsch i Mulaik, 1936) (EUA)
- Habronattus ustulatus (Griswold, 1979) (EUA, Mèxic)
- Habronattus velivolus Griswold, 1987 (Mèxic)
- Habronattus venatoris Griswold, 1987 (EUA)
- Habronattus virgulatus Griswold, 1987 (EUA, Mèxic)
- Habronattus viridipes (Hentz, 1846) (EUA, Canadà)
- Habronattus waughi (Emerton, 1926) (Canadà)
- Habronattus zapotecanus Griswold, 1987 (Mèxic)
- Habronattus zebraneus F. O. P.-Cambridge, 1901 (Mèxic)

## Hakka
Hakka Berry i Prószynski, 2001
- Hakka himeshimensis (Dönitz i Strand, 1906) (Xina, Corea, Japó, Hawaii)

## Haplopsecas
Haplopsecas Caporiacco, 1955
- Haplopsecas annulipes Caporiacco, 1955 (Veneçuela)

## Harmochirus
Harmochirus Simon, 1885
- Harmochirus bianoriformis (Strand, 1907) (Central, Àfrica oriental, Madagascar)
- Harmochirus brachiatus (Thorell, 1877) (Índia, Bhutan fins a Taiwan, Indonesia)
- Harmochirus duboscqi (Berland i Millot, 1941) (Costa d'Ivori, Senegal)
- Harmochirus insulanus (Kishida, 1914) (Xina, Corea, Japó)
- Harmochirus lloydi Narayan, 1915 (Índia)
- Harmochirus luculentus Simon, 1885 (Central, Est Sud-àfrica, Zanzíbar)
- Harmochirus pineus Xiao i Wang, 2005 (Xina)
- Harmochirus proszynski Zhu i Song, 2001 (Xina)
- Harmochirus zabkai Logunov, 2001 (Índia, Nepal, Vietnam)

## Hasarina
Hasarina Schenkel, 1963
- Hasarina contortospinosa Schenkel, 1963 (Xina)

## Hasarius
Hasarius Simon, 1871
- Hasarius adansoni (Audouin, 1826) (Cosmopolitan)
- Hasarius bellicosus Peckham i Peckham, 1896 (Guatemala)
- Hasarius berlandi Lessert, 1925 (Àfrica oriental)
- Hasarius biprocessiger Lessert, 1927 (Congo)
- Hasarius bisetatus Franganillo, 1930 (Cuba)
- Hasarius cheliceroides Borowiec i Wesolowska, 2002 (Camerun)
- Hasarius dactyloides (Xie, Peng i Kim, 1993) (Xina)
- Hasarius egaenus Thorell, 1895 (Birmània)
- Hasarius glaucus Hogg, 1915 (Nova Guinea)
- Hasarius inhonestus Keyserling, 1881 (Nova Gal·les del Sud)
- Hasarius insignis Simon, 1885 (Illes Comoro)
- Hasarius insularis Wesolowska i van Harten, 2002 (Socotra)
- Hasarius kulczynskii Zabka, 1985 (Vietnam)
- Hasarius kweilinensis (Prószynski, 1992) (Xina)
- Hasarius lisei Bauab i Soares, 1982 (Brasil)
- Hasarius mahensis Wanless, 1984 (Seychelles)
- Hasarius mcIlles Cooki Thorell, 1892 (Java)
- Hasarius mulciber Keyserling, 1881 (Queensland)
- Hasarius neocaledonicus (Simon, 1889) (Nova Caledònia)
- Hasarius obscurus Keyserling, 1881 (Nova Gal·les del Sud)
- Hasarius orientalis (Zabka, 1985) (Vietnam)
- Hasarius pauciaculeis Caporiacco, 1941 (Etiòpia)
- Hasarius peckhami Petrunkevitch, 1914 (Dominica)
- Hasarius roeweri Lessert, 1925 (Àfrica oriental)
- Hasarius rufociliatus Simon, 1897 (Seychelles)
- Hasarius rusticus Thorell, 1887 (Birmània)
- Hasarius sobarus Thorell, 1892 (Sumatra)
- Hasarius testaceus (Thorell, 1877) (Sulawesi)
- Hasarius trivialis (Thorell, 1877) (Sulawesi)

## Havaika
Havaika Prószynski, 2002
- Havaika albociliata (Simon, 1900) (Hawaii)
- Havaika canosa (Simon, 1900) (Hawaii)
- Havaika cruciata (Simon, 1900) (Hawaii)
- Havaika flavipes (Berland, 1933) (Illes Marqueses)
- Havaika jamiesoni Prószynski, 2002 (Hawaii)
- Havaika navata (Simon, 1900) (Hawaii)
- Havaika nigrolineata (Berland, 1933) (Illes Marqueses)
- Havaika pubens (Simon, 1900) (Hawaii)
- Havaika senicula (Simon, 1900) (Hawaii)
- Havaika triangulifera (Berland, 1933) (Illes Marqueses)
- Havaika valida (Simon, 1900) (Hawaii)
- Havaika verecunda (Simon, 1900) (Hawaii)

## Helicius
Helicius Zabka, 1981
- Helicius chikunii (Logunov i Marusik, 1999) (Rússia)
- Helicius cylindratus (Karsch, 1879) (Corea, Japó)
- Helicius hillaryi Zabka, 1981 (Bhutan)
- Helicius kimjoopili Kim, 1995 (Corea)
- Helicius yaginumai Bohdanowicz i Prószynski, 1987 (Corea, Japó)

## Heliophanillus
Heliophanillus Prószynski, 1989
- Heliophanillus fulgens (O. P.-Cambridge, 1872) (Grècia, Middle East)
- Heliophanillus lucipeta (Simon, 1890) (Mediterrani fins a Àsia central)
- Heliophanillus suedicola (Simon, 1901) (Iemen, Socotra)

## Heliophanoides
Heliophanoides Prószynski, 1992
- Heliophanoides bhutanicus Prószynski, 1992 (Bhutan)
- Heliophanoides epigynalis Prószynski, 1992 (Índia)
- Heliophanoides spermathecalis Prószynski, 1992 (Índia)

## Heliophanus
Heliophanus C. L. Koch, 1833
- Heliophanus abditus Wesolowska, 1986 (Síria)
- Heliophanus aberdarensis Wesolowska, 1986 (Kenya)
- Heliophanus activus (Blackwall, 1877) (Seychelles)
- Heliophanus acutissimus Wesolowska, 1986 (Algèria)
- Heliophanus aeneus (Hahn, 1832) (Paleàrtic)
- Heliophanus aethiopicus Wesolowska, 2003 (Etiòpia)
- Heliophanus africanus Wesolowska, 1986 (Sud-àfrica)
- Heliophanus agricola Wesolowska, 1986 (Algèria, Espanya)
- Heliophanus agricoloides Wunderlich, 1987 (Illes Canàries)
- Heliophanus alienus Wesolowska, 1986 (Camerun)
- Heliophanus anymphos Wesolowska, 2003 (Kenya)
- Heliophanus apiatus Simon, 1868 (Espanya fins a Itàlia)
- Heliophanus auratus C. L. Koch, 1835 (Paleàrtic)
  - Heliophanus auratus mediocinctus Kulczyn'ski, 1898 (Austria)
- Heliophanus aviculus Berland i Millot, 1941 (Central, Àfrica occidental)
- Heliophanus baicalensis Kulczyn'ski, 1895 (Rússia, Mongòlia, Xina)
- Heliophanus bellus Wesolowska, 1986 (Sud-àfrica)
- Heliophanus berlandi Lawrence, 1937 (Sud-àfrica)
- Heliophanus bisulcus Wesolowska, 1986 (Sud-àfrica)
- Heliophanus bolensis Wesolowska, 2003 (Etiòpia)
- Heliophanus brevis Wesolowska, 2003 (Etiòpia)
- Heliophanus butemboensis Wesolowska, 1986 (Congo, Ruanda)
- Heliophanus camtschadalicus Kulczyn'ski, 1885 (Rússia)
- Heliophanus canariensis Wesolowska, 1986 (Illes Canàries)
- Heliophanus capensis Wesolowska, 1986 (Sud-àfrica)
- Heliophanus capicola Simon, 1901 (Sud-àfrica)
- Heliophanus cassinicola Simon, 1909 (West, Central, Àfrica oriental)
- Heliophanus charlesi Wesolowska, 2003 (Sud-àfrica)
- Heliophanus chikangawanus Wesolowska, 1986 (Angola, Malawi)
- Heliophanus chovdensis Prószynski, 1982 (Kazakhstan fins a Mongòlia)
- Heliophanus clarus Peckham i Peckham, 1903 (Zimbabwe)
- Heliophanus claviger Simon, 1901 (Sud-àfrica)
- Heliophanus congolensis Giltay, 1935 (Congo fins a São Tomé)
- Heliophanus conspicuus Wesolowska, 1986 (Algèria)
- Heliophanus creticus Giltay, 1932 (Creta)
- Heliophanus crudeni Lessert, 1925 (Tanzània)
- Heliophanus cupreus (Walckenaer, 1802) (Paleàrtic)
  - Heliophanus cupreus cuprescens (Simon, 1868) (Espanya)
  - Heliophanus cupreus globifer (Simon, 1868) (Itàlia)
- Heliophanus curvidens (O. P.-Cambridge, 1872) (Israel fins a la Xina)
- Heliophanus cuspidatus Xiao, 2000 (Xina)
- Heliophanus dampfi Schenkel, 1923 (Europa, Rússia)
- Heliophanus deamatus Peckham i Peckham, 1903 (Central, Sud-àfrica)
- Heliophanus debilis Simon, 1901 (Central, Est Sud-àfrica)
- Heliophanus decempunctatus (Caporiacco, 1941) (Etiòpia)
- Heliophanus decoratus L. Koch, 1875 (Nord d'Àfrica, Israel)
- Heliophanus deformis Wesolowska, 1986 (Angola)
- Heliophanus demonstrativus Wesolowska, 1986 (Est Sud-àfrica)
- Heliophanus deserticola Simon, 1901 (Sud-àfrica)
- Heliophanus difficilis Wesolowska, 1986 (Congo)
- Heliophanus dubius C. L. Koch, 1835 (Paleàrtic)
- Heliophanus dunini Rakov i Logunov, 1997 (Azerbaidjan, Kazakhstan)
- Heliophanus dux Wesolowska i van Harten, 1994 (Iemen)
- Heliophanus edentulus Simon, 1871 (Mediterrani)
- Heliophanus encifer Simon, 1871 (Mediterrani)
- Heliophanus equester L. Koch, 1867 (Itàlia fins a l'Azerbaidjan)
- Heliophanus erythropleurus Kulczyn'ski, 1901 (Etiòpia)
- Heliophanus eucharis Simon, 1887 (Costa d'Ivori)
- Heliophanus falcatus Wesolowska, 1986 (Congo, Angola)
- Heliophanus fascinatus Wesolowska, 1986 (Sudan fins a Botswana)
- Heliophanus flavipes (Hahn, 1832) (Paleàrtic)
- Heliophanus forcipifer Kulczyn'ski, 1895 (Àsia central)
- Heliophanus fuerteventurae Schmidt i Krause, 1996 (Illes Canàries)
- Heliophanus giltayi Lessert, 1933 (Kenya fins a Angola)
- Heliophanus gladiator Wesolowska, 1986 (Kenya, Malawi)
- Heliophanus glaucus Bösenberg i Lenz, 1895 (Iemen, Líbia)
- Heliophanus gloriosus Wesolowska, 1986 (Angola, Botswana)
- Heliophanus hamifer Simon, 1885 (Mozambique, Zimbabwe, Madagascar, Seychelles)
- Heliophanus harpago Simon, 1910 (Central, Àfrica occidental)
- Heliophanus hastatus Wesolowska, 1986 (Sud-àfrica)
- Heliophanus heurtaultae Rollard i Wesolowska, 2002 (Guinea)
- Heliophanus horrifer Wesolowska, 1986 (Sud-àfrica)
- Heliophanus ibericus Wesolowska, 1986 (Espanya)
- Heliophanus imerinensis Simon, 1901 (Madagascar)
- Heliophanus imperator Wesolowska, 1986 (Kenya, Malawi)
- Heliophanus improcerus Wesolowska, 1986 (Congo)
- Heliophanus innominatus Wesolowska, 1986 (Madagascar)
- Heliophanus insperatus Wesolowska, 1986 (Angola, Zimbabwe, Sud-àfrica)
- Heliophanus iranus Wesolowska, 1986 (Iran)
- Heliophanus japonicus Kishida, 1910 (Japó)
- Heliophanus kankanensis Berland i Millot, 1941 (Central, Àfrica occidental)
- Heliophanus kenyaensis Wesolowska, 1986 (Central Africa)
- Heliophanus kilimanjaroensis Wesolowska, 1986 (Tanzània)
- Heliophanus kochii Simon, 1868 (Paleàrtic)
- Heliophanus koktas Logunov, 1992 (Kazakhstan)
- Heliophanus kovacsi Wesolowska, 2003 (Etiòpia)
- Heliophanus lawrencei Wesolowska, 1986 (Congo, Angola)
- Heliophanus lesserti Wesolowska, 1986 (Central, Sud-àfrica)
- Heliophanus leucopes Wesolowska, 2003 (Etiòpia)
- Heliophanus lineiventris Simon, 1868 (Paleàrtic)
- Heliophanus macentensis Berland i Millot, 1941 (Costa d'Ivori fins a Kenya)
- Heliophanus machaerodus Simon, 1909 (Nord d'Àfrica)
- Heliophanus maculatus Karsch, 1878 (Nova Gal·les del Sud)
- Heliophanus malus Wesolowska, 1986 (Síria, Israel)
- Heliophanus maralal Wesolowska, 2003 (Kenya)
- Heliophanus marshalli Peckham i Peckham, 1903 (Sud-àfrica)
- Heliophanus mauricianus Simon, 1901 (Mauritius, Réunion)
- Heliophanus megae Wesolowska, 2003 (Zimbabwe)
- Heliophanus melinus L. Koch, 1867 (Paleàrtic)
- Heliophanus menemeriformis Strand, 1907 (Tanzània)
- Heliophanus minutissimus (Caporiacco, 1941) (Etiòpia)
- Heliophanus mirabilis Wesolowska, 1986 (Sud-àfrica)
- Heliophanus modicus Peckham i Peckham, 1903 (Sud-àfrica, Madagascar)
- Heliophanus mordax (O. P.-Cambridge, 1872) (Grècia fins a Àsia central)
- Heliophanus mucronatus Simon, 1901 (Madagascar)
- Heliophanus nanus Wesolowska, 2003 (Sud-àfrica)
- Heliophanus nobilis Wesolowska, 1986 (Congo)
- Heliophanus ochrichelis Strand, 1907 (Tanzània)
- Heliophanus orchesta Simon, 1885 (Central, Sud-àfrica, Madagascar)
- Heliophanus orchestioides Lessert, 1925 (Àfrica oriental)
- Heliophanus papyri Wesolowska, 2003 (Etiòpia)
- Heliophanus parvus Wesolowska i van Harten, 1994 (Socotra)
- Heliophanus patagiatus Thorell, 1875 (Paleàrtic)
  - Heliophanus patagiatus albolineatus Kulczyn'ski, 1901 (Rússia)
- Heliophanus patellaris Simon, 1901 (Sud-àfrica)
- Heliophanus paulus Wesolowska, 1986 (Botswana)
- Heliophanus pauper Wesolowska, 1986 (Etiòpia, Zambia, Kenya, Zimbabwe)
- Heliophanus peckhami Simon, 1902 (Sud-àfrica)
- Heliophanus pistaciae Wesolowska, 2003 (Zimbabwe, Sud-àfrica)
- Heliophanus portentosus Wesolowska, 1986 (Sud-àfrica)
- Heliophanus potanini Schenkel, 1963 (Afganistan, Àsia central, Mongòlia, Xina)
- Heliophanus pratti Peckham i Peckham, 1903 (Sud-àfrica)
- Heliophanus proszynskii Wesolowska, 2003 (Sud-àfrica)
- Heliophanus pygmaeus Wesolowska i Russell-Smith, 2000 (Senegal, Tanzània, Zimbabwe)
- Heliophanus ramosus Wesolowska, 1986 (Algèria, Espanya)
- Heliophanus redimitus Simon, 1910 (Sud-àfrica)
- Heliophanus robustus Berland i Millot, 1941 (Costa d'Ivori, Congo)
- Heliophanus rufithorax Simon, 1868 (Migdia europeu fins a Àsia central)
- Heliophanus rutrosus Wesolowska, 2003 (Etiòpia)
- Heliophanus saudis Prószynski, 1989 (Aràbia Saudí, Iemen)
- Heliophanus semirasus Lawrence, 1928 (Namibia)
- Heliophanus simplex Simon, 1868 (Paleàrtic)
- Heliophanus sororius Wesolowska, 2003 (Sud-àfrica)
- Heliophanus splendidus Wesolowska, 2003 (Congo)
- Heliophanus stylifer Simon, 1878 (Marroc, Algèria)
- Heliophanus termiophagus Wesolowska i Haddad, 2002 (Sud-àfrica)
- Heliophanus transvaalicus Simon, 1901 (Sud-àfrica)
- Heliophanus trepidus Simon, 1910 (Angola, Botswana, Namibia, Sud-àfrica)
- Heliophanus tribulosus Simon, 1868 (Europa fins a Kazakhstan)
- Heliophanus tristis Wesolowska, 2003 (Etiòpia)
- Heliophanus turanicus Charitonov, 1969 (Àsia central)
- Heliophanus undecimmaculatus Caporiacco, 1941 (Àfrica oriental)
- Heliophanus ussuricus Kulczyn'ski, 1895 (Rússia, Mongòlia, Xina, Corea, Japó)
- Heliophanus uvirensis Wesolowska, 1986 (Congo)
- Heliophanus validus Wesolowska, 1986 (Kenya)
- Heliophanus verus Wesolowska, 1986 (Iran, Azerbaidjan)
- Heliophanus villosus Wesolowska, 1986 (Sud-àfrica)
- Heliophanus wesolowskae Rakov i Logunov, 1997 (Àsia central)
- Heliophanus wulingensis Peng i Xie, 1996 (Xina)
- Heliophanus xanthopes Wesolowska, 2003 (Etiòpia)

## Helpis
Helpis Simon, 1901
- Helpis abnormis Zabka, 2002 (Queensland)
- Helpis gracilis Gardzinska, 1996 (Nova Gal·les del Sud)
- Helpis kenilworthi Zabka, 2002 (Queensland, Nova Gal·les del Sud)
- Helpis longichelis Strand, 1915 (Nova Guinea)
- Helpis minitabunda (L. Koch, 1880) (Nova Guinea, Eastern Austràlia, Nova Zelanda)
- Helpis occidentalis Simon, 1909 (Austràlia)
- Helpis risdonica Zabka, 2002 (Tasmania)
- Helpis tasmanica Zabka, 2002 (Tasmania)

## Helvetia
Helvetia Peckham i Peckham, 1894
- Helvetia albovittata Simon, 1901 (Paraguai, Argentina)
- Helvetia cancrimana (Taczanowski, 1872) (Guaiana Francesa)
- Helvetia insularis (Banks, 1902) (Illes Galàpagos, Argentina)
- Helvetia riojanensis Galiano, 1965 (Argentina)
- Helvetia santarema Peckham i Peckham, 1894 (Brasil, Argentina)
- Helvetia zebrina Simon, 1901 (Brasil)
- Helvetia zonata Simon, 1901 (Brasil, Argentina)

## Hentzia
Hentzia Marx, 1883
- Hentzia antillana Bryant, 1940 (Índies Occidentals)
- Hentzia audax Bryant, 1940 (Cuba)
- Hentzia calypso Richman, 1989 (Jamaica)
- Hentzia chekika Richman, 1989 (EUA, Bahames, Cuba)
- Hentzia cubana Richman, 1989 (Cuba)
- Hentzia elegans (Keyserling, 1885) (North America)
- Hentzia fimbriata (F. O. P.-Cambridge, 1901) (Mèxic fins a Colòmbia)
- Hentzia footei (Petrunkevitch, 1914) (Lesser Antilles)
- Hentzia grenada (Peckham i Peckham, 1894) (EUA)
- Hentzia mandibularis (Bryant, 1943) (Hispaniola)
- Hentzia mitrata (Hentz, 1846) (EUA, Canadà, Bahames)
- Hentzia palmarum (Hentz, 1832) (North America, Bermuda, Bahames, Cuba)
- Hentzia parallela (Peckham i Peckham, 1894) (Honduras fins a Trinidad)
- Hentzia pima Richman, 1989 (EUA)
- Hentzia poenitens (Chamberlin, 1924) (Mèxic)
- Hentzia squamata (Petrunkevitch, 1930) (Puerto Rico)
- Hentzia tibialis Bryant, 1940 (Cuba)
- Hentzia vernalis (Peckham i Peckham, 1893) (Colòmbia fins a St. Vincent)
- Hentzia vittata (Keyserling, 1885) (Greater Antilles)
- Hentzia whitcombi Richman, 1989 (Puerto Rico, Lesser Antilles)
- Hentzia zombia Richman, 1989 (Hispaniola)

## Heratemita
Heratemita Strand, 1932
- Heratemita alboplagiata (Simon, 1899) (Filipines)
- Heratemita chrysozona (Simon, 1899) (Sumatra)

## Hermotimus
Hermotimus Simon, 1903
- Hermotimus coriaceus Simon, 1903 (Àfrica occidental)

## Hindumanes
Hindumanes Logunov, 2004
- Hindumanes karnatakaensis (Tikader i Biswas, 1978) (Índia)

## Hinewaia
Hinewaia Zabka i Pollard, 2002
- Hinewaia embolica Zabka i Pollard, 2002 (Nova Zelanda)

## Hispo
Hispo Simon, 1885
- Hispo alboclypea Wanless, 1981 (Seychelles)
- Hispo alboguttata Simon, 1903 (Sumatra)
- Hispo bipartita Simon, 1903 (Índia, Sri Lanka)
- Hispo cingulata Simon, 1885 (Madagascar)
- Hispo frenata (Simon, 1900) (Madagascar)
- Hispo inermis (Caporiacco, 1947) (Central, Àfrica oriental)
- Hispo macfarlanei Wanless, 1981 (Madagascar)
- Hispo pullata Wanless, 1981 (Madagascar)
- Hispo striolata Simon, 1898 (Seychelles)
- Hispo sulcata Wanless, 1981 (Madagascar)
- Hispo tenuis Wanless, 1981 (Madagascar)

## Hisukattus
Hisukattus Galiano, 1987
- Hisukattus alienus Galiano, 1987 (Brasil)
- Hisukattus simplex (Mello-Leitão, 1944) (Argentina)
- Hisukattus transversalis Galiano, 1987 (Argentina, Paraguai)
- Hisukattus tristis (Mello-Leitão, 1944) (Argentina)

## Holcolaetis
Holcolaetis Simon, 1885
- Holcolaetis albobarbata Simon, 1910 (West, Central Africa)
- Holcolaetis clarki Wanless, 1985 (West, Central Africa)
- Holcolaetis cothurnata (Gerstäcker, 1873) (Zanzíbar)
- Holcolaetis dyali Roewer, 1951 (Pakistan)
- Holcolaetis strandi Caporiacco, 1940 (Etiòpia)
- Holcolaetis vellerea Simon, 1909 (West, Central Africa, Iemen)
- Holcolaetis xerampelina Simon, 1885 (Central Africa)
- Holcolaetis zuluensis Lawrence, 1937 (Sud-àfrica)

## Holoplatys
Holoplatys Simon, 1885
- Holoplatys apressus (Powell, 1873) (Nova Zelanda)
- Holoplatys bicolor Simon, 1901 (Queensland, Austràlia Occidental)
- Holoplatys bicoloroides Zabka, 1991 (Austràlia Occidental)
- Holoplatys borali Zabka, 1991 (Austràlia Occidental)
- Holoplatys braemarensis Zabka, 1991 (Queensland)
- Holoplatys bramptonensis Zabka, 1991 (Queensland)
- Holoplatys canberra Zabka, 1991 (Austràlian Capital Territory)
- Holoplatys carolinensis Berry, Beatty i Prószynski, 1996 (Illes Carolina)
- Holoplatys chudalupensis Zabka, 1991 (Austràlia Occidental)
- Holoplatys colemani Zabka, 1991 (Queensland, Nova Gal·les del Sud)
- Holoplatys complanata (L. Koch, 1879) (Queensland, Territori del Nord, Nova Guinea)
- Holoplatys complanatiformis Zabka, 1991 (Queensland, Nova Gal·les del Sud)
- Holoplatys daviesae Zabka, 1991 (Queensland, Nova Gal·les del Sud)
- Holoplatys dejongi Zabka, 1991 (Austràlia Occidental)
- Holoplatys desertina Zabka, 1991 (Austràlia Occidental, Sud d'Austràlia)
- Holoplatys embolica Zabka, 1991 (Queensland)
- Holoplatys fusca (Karsch, 1878) (Austràlia Occidental fins a Queensland)
- Holoplatys grassalis Zabka, 1991 (Austràlia Occidental)
- Holoplatys invenusta (L. Koch, 1879) (Queensland, Nova Gal·les del Sud, Victoria)
- Holoplatys jardinensis Zabka, 1991 (Queensland, Nova Guinea)
- Holoplatys julimarina Zabka, 1991 (Austràlia Occidental)
- Holoplatys kalgoorlie Zabka, 1991 (Austràlia Occidental)
- Holoplatys kempensis Zabka, 1991 (Territori del Nord)
- Holoplatys lhotskyi Zabka, 1991 (Queensland, Tasmania)
- Holoplatys mascordi Zabka, 1991 (Nova Gal·les del Sud, Sud d'Austràlia)
- Holoplatys meda Zabka, 1991 (Austràlia Occidental)
- Holoplatys minuta Zabka, 1991 (Queensland)
- Holoplatys oakensis Zabka, 1991 (Queensland)
- Holoplatys panthera Zabka, 1991 (Sud d'Austràlia)
- Holoplatys pedder Zabka, 1991 (Tasmania)
- Holoplatys pemberton Zabka, 1991 (Austràlia Occidental)
- Holoplatys planissima (L. Koch, 1879) (Austràlia Occidental fins a Queensland)
  - Holoplatys planissima occidentalis Thorell, 1890 (Sumatra)
- Holoplatys queenslandica Zabka, 1991 (Queensland, Nova Guinea)
- Holoplatys rainbowi Zabka, 1991 (Queensland)
- Holoplatys semiplanata Zabka, 1991 (Eastern Austràlia, Nova Caledònia)
- Holoplatys strzeleckii Zabka, 1991 (Sud d'Austràlia, Tasmania)
- Holoplatys tasmanensis Zabka, 1991 (Tasmania)
- Holoplatys windjanensis Zabka, 1991 (Austràlia Occidental)

## Homalattus
Homalattus White, 1841
- Homalattus coriaceus Simon, 1902 (Sierra Leone, Sud-àfrica)
- Homalattus marshalli Peckham i Peckham, 1903 (Sud-àfrica)
- Homalattus obscurus Peckham i Peckham, 1903 (Sud-àfrica)
- Homalattus punctatus Peckham i Peckham, 1903 (Sud-àfrica)
- Homalattus pustulatus (White, 1841) (Sierra Leone)
- Homalattus similis Peckham i Peckham, 1903 (Sud-àfrica)

## Huntiglennia
Huntiglennia Zabka i Gray, 2004
- Huntiglennia williamsi Zabka i Gray, 2004 (Nova Gal·les del Sud)

## Hurius
Hurius Simon, 1901
- Hurius aeneus (Mello-Leitão, 1941) (Argentina)
- Hurius petrohue Galiano, 1985 (Xile)
- Hurius pisac Galiano, 1985 (Perú)
- Hurius vulpinus Simon, 1901 (Equador)

## Hyctiota
Hyctiota Strand, 1911
- Hyctiota banda Strand, 1911 (Moluques)

## Hyetussa
Hyetussa Simon, 1902
- Hyetussa aguilari Galiano, 1978 (Perú)
- Hyetussa andalgalaensis Galiano, 1976 (Argentina)
- Hyetussa cribrata (Simon, 1901) (Paraguai, Argentina)
- Hyetussa mesopotamica Galiano, 1976 (Argentina)
- Hyetussa secta (Mello-Leitão, 1944) (Argentina)
- Hyetussa simoni Galiano, 1976 (Veneçuela)

## Hyllus
Hyllus C. L. Koch, 1846
- Hyllus acutus (Blackwall, 1877) (Illes Comoro, Seychelles)
- Hyllus aethiopicus Strand, 1906 (Etiòpia)
- Hyllus africanus Lessert, 1927 (Congo)
- Hyllus albofasciatus Thorell, 1899 (Camerun)
- Hyllus albomarginatus (Lenz, 1886) (Madagascar)
- Hyllus albooculatus (Vinson, 1863) (Madagascar)
- Hyllus alboplagiatus Thorell, 1899 (Camerun)
- Hyllus angustivulvus Caporiacco, 1940 (Etiòpia)
- Hyllus argyrotoxus Simon, 1902 (West, Est Sud-àfrica)
- Hyllus atroniveus Caporiacco, 1940 (Etiòpia)
- Hyllus aubryi (Lucas, 1858) (Gabon)
- Hyllus bifasciatus Ono, 1993 (Madagascar)
- Hyllus bos (Sundevall, 1833) (Índia)
- Hyllus brevitarsis Simon, 1902 (Etiòpia fins a Sud-àfrica)
  - Hyllus brevitarsis peckhamorum Berland i Millot, 1941 (Àfrica occidental)
- Hyllus carbonarius Lessert, 1927 (Congo)
- Hyllus congoensis Lessert, 1927 (Costa d'Ivori, Congo)
- Hyllus cornutus (Blackwall, 1866) (Africa)
- Hyllus decellei Wanless i Clark, 1975 (Costa d'Ivori)
- Hyllus decoratus Thorell, 1887 (Birmània)
- Hyllus deyrollei (Lucas, 1858) (Gabon, Costa d'Ivori)
- Hyllus diardi (Walckenaer, 1837) (Birmània, Xina fins a Java)
- Hyllus dotatus (Peckham i Peckham, 1903) (Sudan fins a Sud-àfrica, Iemen)
- Hyllus duplicidentatus Caporiacco, 1941 (Etiòpia)
- Hyllus erlangeri Strand, 1906 (Etiòpia)
- Hyllus flavescens Simon, 1902 (Sud-àfrica)
- Hyllus fur Strand, 1906 (Etiòpia)
- Hyllus fusciventris Strand, 1906 (Etiòpia)
- Hyllus giganteus C. L. Koch, 1846 (Sumatra fins a Austràlia)
  - Hyllus giganteus whitei Thorell, 1877 (Sulawesi)
- Hyllus guineensis Berland i Millot, 1941 (Guinea)
- Hyllus gulosus (Simon, 1877) (Filipines)
- Hyllus holochalceus Simon, 1910 (Bioko)
- Hyllus insularis Metzner, 1999 (Grècia, Iran)
- Hyllus interrogationis (Strand, 1907) (Madagascar)
- Hyllus jallae Pavesi, 1897 (Africa)
- Hyllus janthinus (C. L. Koch, 1846) (Birmània fins a Java)
- Hyllus juanensis Strand, 1907 (Mozambique)
- Hyllus keratodes (Hasselt, 1882) (Sumatra)
- Hyllus lacertosus (C. L. Koch, 1846) (Vietnam fins a Java)
  - Hyllus lacertosus borneensis (Thorell, 1892) (Borneo)
- Hyllus leucomelas (Lucas, 1858) (Àfrica occidental)
- Hyllus lugubrellus Strand, 1908 (Madagascar)
- Hyllus lugubris (Vinson, 1863) (Madagascar)
- Hyllus lwoffi Berland i Millot, 1941 (Guinea)
- Hyllus madagascariensis (Vinson, 1863) (Madagascar)
- Hyllus manensis Strand, 1906 (Etiòpia)
- Hyllus maskaranus Barrion i Litsinger, 1995 (Filipines)
- Hyllus minahassae Merian, 1911 (Sulawesi)
- Hyllus mniszechi (Lucas, 1858) (Gabon)
- Hyllus multiaculeatus Caporiacco, 1949 (Kenya)
- Hyllus nebulosus Peckham i Peckham, 1907 (Borneo)
- Hyllus normanae Wanless i Clark, 1975 (Costa d'Ivori)
- Hyllus nossibeensis Strand, 1907 (Madagascar)
- Hyllus nummularis (Gerstäcker, 1873) (Zanzíbar)
- Hyllus pachypoessae Strand, 1907 (Camerun)
- Hyllus plexippoides Simon, 1906 (Costa d'Ivori fins al Iemen)
- Hyllus pudicus Thorell, 1895 (Índia, Birmània)
- Hyllus pulcherrimus Peckham i Peckham, 1907 (Borneo)
- Hyllus pupillatus (Fabricius, 1793) (Xina)
- Hyllus ramadanii Wesolowska i Russell-Smith, 2000 (Tanzània)
- Hyllus robinsoni Hogg, 1919 (Sumatra)
- Hyllus rotundithorax Wesolowska i Russell-Smith, 2000 (Tanzània)
- Hyllus sansibaricus Roewer, 1951 (Zanzíbar)
- Hyllus semicupreus (Simon, 1885) (Índia, Sri Lanka)
- Hyllus senegalensis (C. L. Koch, 1846) (Senegal)
- Hyllus stigmatias (L. Koch, 1875) (Etiòpia)
- Hyllus suillus Thorell, 1899 (Camerun)
- Hyllus thyeniformis Strand, 1906 (Etiòpia)
- Hyllus treleaveni Peckham i Peckham, 1902 (Central, Est Sud-àfrica)
- Hyllus tuberculatus Wanless i Clark, 1975 (Costa d'Ivori)
- Hyllus viduatus Caporiacco, 1940 (Etiòpia)
- Hyllus vinsoni (Peckham i Peckham, 1885) (Madagascar)
- Hyllus virgillus Strand, 1907 (Madagascar)
- Hyllus walckenaeri (White, 1846) (Borneo, Sulawesi)

## Hypaeus
Hypaeus Simon, 1900
- Hypaeus annulifer Simon, 1900 (Brasil)
- Hypaeus benignus (Peckham i Peckham, 1885) (de Mèxic fins a Panamà)
- Hypaeus concinnus Simon, 1900 (Brasil)
- Hypaeus cucullatus Simon, 1900 (Equador)
- Hypaeus duodentatus Crane, 1943 (Guyana)
- Hypaeus estebanensis Simon, 1900 (Veneçuela)
- Hypaeus flavipes Simon, 1900 (Brasil)
- Hypaeus flemingi Crane, 1943 (Veneçuela, Brasil)
- Hypaeus frontosus Simon, 1900 (Brasil)
- Hypaeus ignicomus Simon, 1900 (Brasil)
- Hypaeus luridomaculatus Simon, 1900 (Brasil)
- Hypaeus miles Simon, 1900 (Brasil, Guyana)
- Hypaeus mystacalis (Taczanowski, 1878) (Equador, Perú)
- Hypaeus nigrocomosus Simon, 1900 (Brasil)
- Hypaeus porcatus (Taczanowski, 1871) (Guaiana Francesa)
- Hypaeus quadrinotatus Simon, 1900 (Brasil)
- Hypaeus taczanowskii (Mello-Leitão, 1948) (Guaiana Francesa, Guyana)
- Hypaeus triplagiatus Simon, 1900 (Brasil, Perú)
- Hypaeus venezuelanus Simon, 1900 (Veneçuela)

## Hypoblemum
Hypoblemum Peckham i Peckham, 1886
- Hypoblemum albovittatum (Keyserling, 1882) (Queensland, Nova Zelanda)
- Hypoblemum villosum (Keyserling, 1883) (Nova Gal·les del Sud)